# 201 Penelope
A 201 Penelope a Naprendszer kisbolygóövében található aszteroida. Johann Palisa fedezte fel 1879. augusztus 7-én.